# Jean Girardet
Jean Girardet (Lunéville, 1709 – Nancy, 28 settembre 1778) è stato un pittore francese.

## Biografia
Jean Girardet fu successivamente seminarista, studioso di diritto, ufficiale di cavalleria, per poi apprendere la pittura all'Università della Lorena, sotto la direzione di Claude Charles (1661-1747).
Egli effettuò diversi lavori di decorazione a Nancy prima di raggiungere, nel 1738, il duca Francesco III d'Este a Firenze dove terminò i suoi studi.
Nel 1748, tornò in Lorena al servizio di Stanislao Leszczynski, ex-re di Polonia e duca a vita di Lorena e di Bar per grazia del genero Luigi XV di Francia e del cardinale de Fleury. Girardet diventerà « Pittore ordinario del re di Polonia » nel 1758.
Ritrattista di talento, era il pittore titolato di Stanislao Leszczynski, che egli immortalò sotto ogni angolo così come uomo di corte e degli artisti e della nobiltà lorena e di Bar.
Egli eccelse anche nella grande pittura decorativa come nei quadri religiosi. Le sue opere ornano la Cattedrale di Toul, le chiese di Lunéville, Chanteheux, Commercy, Verdun e Metz.
Fu parimenti l'autore di uno dei primi quadri dedicati al Sacro Cuore nella cattedrale di Toul.
In assenza di accademia di pittura, l'insegnamento delle belle arti viene perseguito negli atelier. Il più coinvolto era quello di Jean Girardet a Lunéville, che accoglieva qualcosa come 140 allievi.
Nel 1758, egli fu nominato « Primo pittore ». Nel 1766, alla morte di Stanislao, la regina di Francia Maria Leszczynska, unica figlia sopravvissuta a Stanislao, lo prese al suo servizio.
Girardet proseguì il suo lavoro a Versailles ma tornò assai presto à Nancy dove morì nella sua abitazione, al numero 31 di rue Saint-Jean.
La sua salma fu inumata nel cimitero della Chiesa di San Sebastiano a Nancy.